# Нехамас, Александр
Александр Нехамас (Alexander Nehamas; род. 22 марта 1946, Афины) — американский учёный-философ. Доктор философии (1971), профессор Принстонского университета (с 1990), прежде профессор Питтсбургского и Пенсильванского университетов, член Американской академии искусств и наук (1994) и Американского философского общества (2016), а также Афинской академии (2018).

## Биография
Окончил Афинский колледж (1964) и - с отличием - Суортмор-колледж (бакалавр, 1967), в последнем изучал философию и экономику. Степень доктора философии получил в 1971 году, под началом Грегори Властоса — в Принстонском университете, специализировался по философии. С 1971 по 1986 год в Питтсбургском университете: ассистент-профессор, с 1976 года ассоциированный профессор, с 1981 года профессор философии. С 1986 по 1990 год профессор философии Пенсильванского университета. С 1990 года именной (Edmund N. Carpenter II Class of 1943) профессор гуманитарных наук Принстонского университета, где также состоит профессором философии и профессором компаративистики, занимал ряд других должностей. Являлся президентом Американской философской ассоциации.
Говорит на греческом, английском, французском, немецком и итальянском языках, читает древнегреческий и латынь.
Давний друг John M. Cooper (philosopher), также принстонского профессора философии.
Автор Nietzsche: Life as Literature, The Art of Living: Socratic Reflections from Plato to Foucault, Virtues of Authenticity: Essays on Plato and Socrates, Only a Promise of Happiness: The Place of Beauty in a World of Art, On Friendship.

## Награды и отличия
- Стипендия Гуггенхайма (1983—1984)
- Lindback Foundation Award for Distinguished Teaching Пенсильванского университета (1989)
- Сейдеровский профессор (Sather Professor[нем.]) в Калифорнийском университете в Беркли (1993)
- Howard T. Behrman Award for Distinguished Achievement in the Humanities Принстонского университета (1999)
- Tanner Lecturer, Йель (2000)
- Award for Distinguished Achievement in Hellenic Studies, Афинская академия (2000)
- International Nietzsche Prize, Associazione Internazionale di Studi e Ricerche Federico Nietzsche (2001)
- Mellon Distinguished Achievement in the Humanities Award (2001)
- Gifford Lecturer, Эдинбургский университет (2008)
- Лучшая книга по философии, Association of American Publishers[англ.] (2008)
- President’s Award for Distinguished Teaching Принстонского университета (2011)
- Stephanopoulos Philosophy Prize (2017)

Награждён греческим орденом Феникса (2014).
Почётный доктор греческих Афинского университета (1993), Университета Аристотеля в Салониках (2011), Афинской политехники (2011), Международного греческого университета (2014).